# Kostel Povýšení svatého Kříže (Písek)
Kostel Povýšení svatého Kříže je bývalý klášterní kostel náležející k dominikánskému konventu, který se nachází ve středu historického jádra, v jihozápadním rohu Velkého náměstí ve městě Písek, ve stejnojmenném okrese v Jihočeském kraji. Jednolodní kostel ve tvaru kříže je od roku 1963 zapsán do státního seznamu kulturních památek.

## Historie
Jižně od nynějšího kostela byl  vybudován po opevnění města ve 13. století dominikánský klášter, jehož budova na skále nad řekou byla do městského opevnění začleněna. Stavebníkem byl pravděpodobně král Přemysl Otakar II. 20. srpna 1419 byl klášter vypleněn místními husity, podle dochované tradice byli mniši shozeni se skály směrem k řece, budovy kláštera husité rozbořili a vypálili. Z původní stavby se zachovalo obvodové zdivo presbytáře kostela. Na místě kláštera vyrostlo několik domů, zbytky klášterního trojlodního kostela byly využity jako sklad soli – solnice. Z té doby pochází průčelí s renesančními sgrafity. V době pobělohorské rekatolizace byl klášter obnoven, nový konvent byl vystavěn na opačné straně – směrem k hradu. Obnovu kostela v letech 1629–1645 inicioval Martin Huerta; na místě gotického kostela a renesanční městské solnice nechal postavit předbarokní široké halové jednolodí. Věž byla přistavěna roku 1641. Za válek o rakouské dědictví v roce 1741–1742 zde francouzská okupační armáda zřídila lazaret. V roce 1780 byl klášter Josefem II. zrušen, budova byla upravena pro soud a věznici. Klášter již nebyl obnoven, zůstal jen kostel Povýšení Svatého Kříže s výrazným sgrafitovým průčelím.
Od roku 1906 do uzavření klášterů v roce 1950 spravovala kostel Kongregace bratří Nejsvětější Svátosti, jejíž členové jsou známí jako petrini; po změně režimu se členové kongregace roku 1990 vrátili.

## Popis
Jednolodní kostel má v půdorysu podobu kříže; je opačně orientován, tedy jeho oltář není směrován na východ, nýbrž na západ, a vstupní průčelí je obráceno k východu, do přilehlého náměstí. Toto východní průčelí s atikovým štítem má cennou sgrafitovou výzdobu, psaníčkový dekor s nárožními sloupy nesoucími iluzívní římsu, a ve štítu sgrafitovou figurální malbu s rozvalinami.
K průčelí přiléhá zprava, tedy na jeho severní straně, nevysoká hranolová zvonice. K jižní straně vstupního průčelí je připojeno nízké příčné křídlo, jímž se vstupuje na jižní dvorek.
Podél presbytáře je na severní straně patrový přístavek, v něm je sakristie a nad ní v patře oratoř. Z jižní strany presbytáře je rovněž přístavek s obytnými místnostmi.
Hlavní oltář je z počátku 18. století, pod dlažbou se nacházejí dvě krypty – jedna z poloviny 17. století byla zbudována pro Švamberky, do druhé, zřízené v roce 1729, byli pochováváni řeholníci. V kostelní věži jsou zavěšeny dva zvony: jeden, původně umíráček určený pro hřbitov u kostela Nejsvětější Trojice, je od zvonaře Brikcího z Cinperka z roku 1575, druhý zvon je sv. Dominik z roku 1673.